# Juan Badiano
Juan Badiano i Martin de la Cruz van ser uns savis indígenes mexicans (tlacuilos o escribes) del segle XVI que van ser els autors de l'anomenat Còdex de la Cruz-Badiano o Còdex Badiano, escrit en la Nova Espanya (en l'actualitat Mèxic) durant l'època de la conquesta espanyola. És un text de gran importància en farmàcia.
El llibre, titulat en llatí "Libellus de medicinalibus Indorum herbis" contenia descripcions de 185 plantes diferents d'Amèrica, així com els seus usos terapèutics. El còdex Cruz-Badiano originalment és un llibre amb dibuixos acolorits i alguns en blanc i negre. Els dibuixos es troben en folis de 58 fulles (de dimensions de 25,2 per 15 cm). El Còdex està dividit en funció dels diferents patiments de l'època.

## Martín de la Cruz
Va néixer a Zacapán, Xochimilco a la fi del segle xv. Va estudiar en un calmécac i als 50 anys va ingressar al Colegio Imperial de la Santa Cruz de Tlatelolco (fundat el 1533). El seu llibre original es diu Amate-Cehuatl-Xihuitl-Pitli i en aquest còdex apareix ell a la portada usant un vestit de metge a la manera indígena.

## Juan Badiano
Va néixer a Chililico, avui barri La Santísima, Xochimilco. Als 8 anys estudia amb els Set Savis del Lloc. Als 51 anys, pel fet de ser descendent de nobles, és acceptat per al seu ingrés en el Colegio Imperial de la Santa Cruz de Tlatelolco, on va aprendre espanyol, religió i llatí, i fou company de Martín de la Cruz. La seva principal aportació la va fer, quan en 1552 per encàrrec del Pare Jacobo De Grado, realitza la traducció del náhuatl al llatí de l'Herbari Indígena (Amatoce huaxihuipactli) obra de Martín de la Cruz, i augmenta també el patrimoni de l'herbari indígena. Mor en 1560 a l'edat de 76 anys, a Tlatelolco.
El Còdex fou portat primer a Espanya, i posteriorment a la Biblioteca Vaticana a Roma, Itàlia. El 8 de maig de 1990, el Papa Joan Pau II va tornar el Còdex de la Cruz-Badiano a Mèxic, i el va lliurar al govern mexicà. En 1964, l'Instituto Mexicano del Seguro Social ordenà publicar l'edició facsímil del còdex amb la finalitat d'estudiar les propietats d'algunes plantes que allà s'hi esmenten.
Entre els nahues i mixteques l'herba malinalli és considerada com un dels 20 signes que es combinaven amb 13 numerals per esmentar els 260 dies del calendari endevinatori mesoamericà. En el Còdex Azoyú I apareix com un dels carregadors anuals, juntament amb el mazatl (cérvol), ollin (moviment) i Ehécatl (vent). També la trobem en topònims, noms propis i com a element dins de contextos simbòlics més amplis. A vegades se l'ha confós amb altres classes d'herbes com la (xíhuitl) o amb el zacate (zacatl), potser per una iconografia similar, per males traduccions dels textos o perquè a vegades s'ha utilitzat el terme zacate o zacatón per descriure-la.
Aquí, el text del còdex la descriu com un remei per a la lagoftàlmia: "Quan les parpelles s'entorpeixen de manera que el de dalt no baixa i el de baix molt poc s'alça, i ja no es troba amb l'altre, és útil refregar els ulls amb fulles d'herba malinalli. A més, salnitre, sal i pols d'excrement, bé molt, que s'aplica ruixant-los".